# Jean Meyer (attore)
Jean Meyer (Parigi, 11 giugno 1914 – Neuilly-sur-Seine, 8 gennaio 2003) è stato un attore, commediografo e regista francese.

## Biografia
Jean Meyer nacque l'11 giugno 1914 in una famiglia di fornai, nei sobborghi di Parigi, studiò al Conservatoire national supérieur d'art dramatique sotto la guida di Louis Jouvet, fu membro della Comédie-Française dal 1937 al 1959 e, dopo essersi distinto come attore per la sua fantasia e dinamismo (Figaro, Scapino, ecc.), si dedicò con successo alla regia delle opere di Molière (Il borghese gentiluomo, 1951, da lui trasposto anche al cinema nel 1958), oltre a quelle di Beaumarchais, e alle opere comiche di 
Labiche (Les trente millions de Gladiator, ecc.) e di Feydeau (Le dindon).
Meyer durante la sua carriera incontrò e lavorò con i principali autori francesi (André Gide, Jean Cocteau, François Mauriac, Jules Romains, ecc), e con i più grandi attori e attrici del XX secolo.
Distaccatosi dalla Comédie, si dedicò al teatro boulevardier, anche come autore, assumendo nel 1960 la direzione artistica del Théâtre du Palais-Royal, e dal 1964 al 1971 la direzione del Theatre Michel.
Nel cinema interpretò parti da caratterista e soprattutto organizzò e diresse documentazioni cinematografiche di spettacoli classici rappresentati alla Comédie.

## Opere

### Drammaturgo
- Mic Mac (commedia, 1962);
- L'Âge idiot (commedia, 1963);
- Le Vice dans la peau (commedia, 1965);
- La courte paille (commedia, 1967);
- Le Jour le plus court (commedia tratta da Euripide, 1972);
- L'Héritage (commedia tratta da Maupassant, 1982);
- Le Bourgeois Gentilhomme (commedia tratta da Molière, 1996).

### Pubblicazioni
- Molière, (saggio, 1963), Éditions Perrin;
- Gilles Shakespeare ou les Aventures de Jean Perrin, (saggio, 1964), Éditions Perrin;
- Molière, (saggio, 1968-1972), Maurice Gonon/Les Heures Claires;
- Place au théâtre, (saggio, 1991), Éditions de Fallois.

## Teatro
- Un cappello di paglia di Firenze (Un chapeau de paille d'Italie), regia di Gaston Baty (1938);
- Ruy Blas regia di Pierre Dux (1938);
- Cyrano de Bergerac, regia di Pierre Dux (1938);
- Le nozze di Figaro (La Folle journée ou Le Mariage de Figaro), regia di Charles Dullin (1939);
- Le false confidenze (Les Fausses Confidences), regia di Maurice Escande (1940);
- La dodicesima notte (Twelfth Night, or What You Will), regia di Jacques Copeau (1940);
- L'improvvisazione di Versailles (L'Impromptu de Versailles), regia di Pierre Dux (1944);
- Il malato immaginario (Le Malade imaginaire), regia di Jean Meyer (1944);
- Le Prince travesti, regia di Jean Debucourt (1949);
- Sei personaggi in cerca d'autore, regia di Julien Bertheau (1952).